# Ahmad Ghossoun
Ahmad Ghossoun (in arabo أحمد غصون‎?; Damasco, 4 settembre 1996) è un pugile siriano.

## Palmarès
- Campionati asiatici

Bangkok 2015: bronzo nei pesi superleggeri.